# Lombard (Illinois)
Pour les articles homonymes, voir Lombard.
Lombard est une ville de la banlieue de Chicago dans le comté de DuPage, en Illinois. Le recensement de 2010 y dénombrait 43 395 habitants. 

## Histoire
Aux XVIIIe et XIXe siècles, la région de Lombard faisait partie des terres indiennes potawatomis. Les traces des premiers Européens remontent aux années 1830. Lombard partage son histoire avec Glen Ellyn. Les frères Ralph et Morgan Babcock se sont établis dans un bosquet le long de la rivière DuPage. Au fil des années, le bosquet des Babcock grossit : la partie orientale deviendra Lombard et la partie occidentale Glen Ellyn. En 1837, le bosquet des Babcock fut connecté à Chicago par une diligence. La même année, un riche couple de l'état de New York s'installa dans la région du bosquet et débuta la culture de 320 km2 de terres. 
En 1848, le chemin de fer reliant Chicago à Clinton (Iowa) fut inauguré. Une gare fut construite à Lombard, celle-ci permettait aux fermiers et aux marchands locaux de vendre leurs produits à Chicago.  

### Le village du lilas
En 1927, la propriété du colonel William Plum, un habitant de Lombard, fut léguée au village. La propriété Plum où se trouvait sa demeure devint la bibliothèque municipale. Le grand jardin qui abritait plus de 200 espèces de lilas fut transformé en parc public : Lilacia Park.

## Démographie
Le recensement de 2000 a dénombré 42 322 habitants, 16 487 ménages. La densité de population était de 1 700 personnes par kilomètre carré. Le revenu moyen par ménage était de 60 015 $.

## Transports

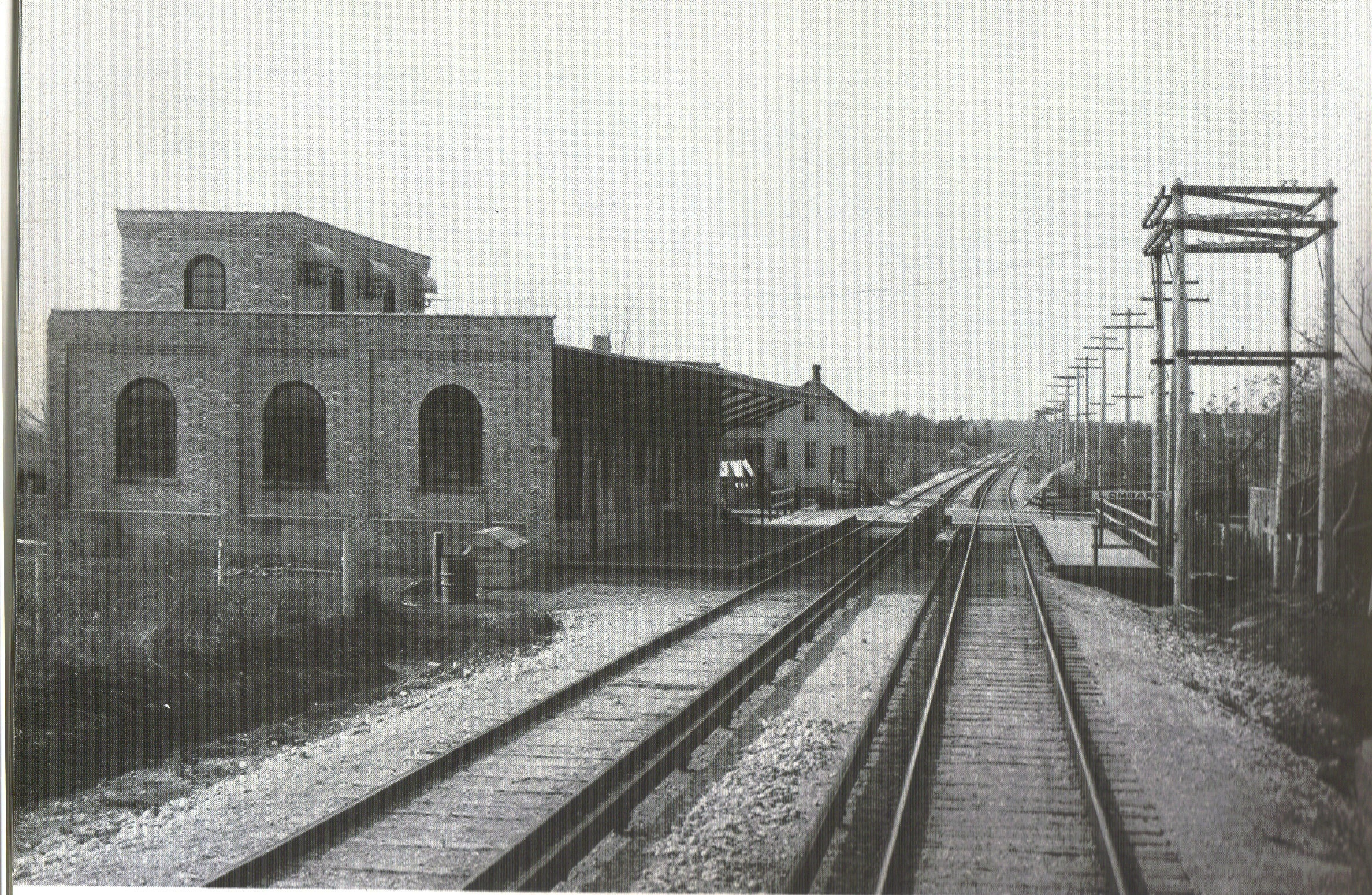
L'ancienne gare, photographiée en 1902.

Lombard est desservi par la ligne ouest du Metra. Celui-ci va de la station Ogilvie (centre-ville de Chicago) à Elburn. Lombard est également desservi par les autoroutes 38, 53, 56 et 64.